# روب مور
روب مور هو محامي وسياسي كندي، ولد في 14 مايو 1974 في كندا. حزبياً، نشط في حزب المحافظين الكندي. وقد انتخب Minister of Canadian Culture and Identity, Parks Canada and Quebec Lieutenant ‏ (21 يونيو 2011 – 28 أكتوبر 2013) وانتخب Minister of Export Promotion, International Trade and Economic Development ‏ (19 يناير 2010 – 2 مايو 2011) وانتخب عضو مجلس العموم الكندي.